# Emerson, Lake and Powell (альбом)
Emerson, Lake and Powell — студийный альбом группы ELP, вышедший в 1986 году, единственный в составе: Кит Эмерсон, Грег Лейк, Кози Пауэлл.

## Об альбоме
В 1985 году Кит Эмерсон и Грег Лейк запланировали воссоединение группы в оригинальном составе. Однако Карл Палмер был связан контрактными обязательствами с группой Asia, поэтому им пришлось искать нового барабанщика. После многочисленных неудачных прослушиваний на место барабанщика был приглашён Кози Пауэлл, близкий друг Кита Эмерсона. Новая группа получила название Emerson, Lake & Powell, сохранив известную аббревиатуру ELP. Несмотря на многочисленные слухи, музыканты опровергали, что они специально разыскивали барабанщика с фамилией, начинающейся на букву P.
Альбом выдержан в известном стиле группы (естественно, с поправкой на 80-е годы) и содержит как «прогрессивные» роковые композиции, так и лирические баллады, а также джазовые фрагменты («Step Aside») и обработку одного классического произведения — симфонической сюиты «Планеты» (Op. 32) английского композитора Густава Холста, точнее, одной её части «Марс, вестник войны» («Марс, войну приносящий»).
Однако в сравнении с более ранними подобными экспериментами ELP (например, в альбоме Pictures at an Exhibition), обработка этого произведения музыкально весьма близка к оригинальной версии, хотя и исполнена на синтезаторах.
По словам музыкального критика Брюса Эдера, в этом альбоме «больше энергии и цели, чем на любом альбоме ELP после Works, и это делает его достойным внимания заинтересованных фанатов, хотя он также не принесёт новых поклонников».

## Композиции
- «The Score» использовалась в заставке при телевизионной трансляции матчей Чемпионата мира по футболу 1986 года. Также была заставкой ленинградской радиогазеты «Школьный вестник», пришедшей в разгаре перестройки на смену прежней радиогазете «Пионерский вестник», а впоследствии — заставкой телекомпании RenTV.
- «Step Aside» большей частью исполнена в классическом джазовом составе: акустическое фортепиано, бас, ударные.
- «The Loco-Motion» впервые увидела свет в 1962 году в исполнении американской поп-певицы Литтл Ивы и заняла первое место в американском хит-параде. Затем эта песня вновь поднялась до первого места в исполнении Grand Funk Railroad в 1974 году и в 1988 году до третьего места в исполнении Кайли Миноуг. Композиция занимает 350-е место в списке «500 величайших песен», подготовленного редакцией журнала Rolling Stone. Помимо указанных музыкантов и ELP песню исполняли также The Chiffons (1963), Sylvie Vartan (1960-е годы — французская версия), Atomic Kitten (Лиз Макклэрнон, Керри Катона) (2000), Girl Authority (2007), Charly Garcia (1994), Gitogito Hustler (2006), Orange Range (2004), Mike Love и Dean Torrence (1983), Fancy (2001).

## Синглы
- Touch and Go / Learning to Fly
- Touch and Go / Learning to Fly / The Locomotion
- Lay Down Your Guns / Step Aside

## Список композиций
Все композиции написаны Китом Эмерсоном и Грегом Лейком, исключая специально отмеченные.
1. «The Score» — 9:08
2. «Learning to Fly» — 4:02
3. «The Miracle» — 6:50
4. «Touch and Go» — 3:38
5. «Love Blind» — 3:11
6. «Step Aside» — 3:45
7. «Lay Down Your Guns» — 4:22 (Эмерсон, Лейк, Стив Гулд)
8. «Mars, the Bringer of War» — 7:54 (Густав Холст, обработка Эмерсона, Лейка и Пауэлла)

Бонус-треки на некоторых изданиях на CD
1. «The Loco-Motion» — 4:40 (Джерри Гоффин, Кэрол Кинг)
2. «Vacant Possession» — 4:42

## Участники записи
- Кит Эмерсон — клавишные
- Грег Лейк — вокал, бас и гитары
- Кози Пауэлл — барабаны
- Тони Тавернер — звукоинженер
- Грег Калби[англ.] — мастеринг-инженер[англ.]
- Дебора Бишоп/Коппел & Шер — дизайн обложки

## Позиции в хит-парадах и сертификации
| Чарт (1986)                      | Высшая позиция | Пребывание |
| -------------------------------- | -------------- | ---------- |
| Австралия (Kent Music Report)    | 87             | нет данных |
| Великобритания (UK Albums Chart) | 35             | 5 недель   |
| США (Billboard 200)              | 23             | 26 недель  |
| Япония (Oricon)                  | 23             | нет данных |

| Чарт (1986)                        | Позиция |
| ---------------------------------- | ------- |
| США (Billboard Top Popular Albums) | 96      |

| Регион                                                      | Сертификация | Продажи |
| ----------------------------------------------------------- | ------------ | ------- |
| Канада (Music Canada)                                       | Золотой      | 50 000^ |
| ^ Данные о тиражах приведены только на основе сертификации. |              |         |